# Symposion europäischer Bildhauer 1961–1963
Das Symposion europäischer Bildhauer 1961–1963 in Berlin war eine Veranstaltung europäischer Bildhauer, als Zeichen des Protests gegen die Errichtung der Berliner Mauer am 13. August 1961. Es wird auch als Mauersymposion bezeichnet. Am Ausstellungsort findet sich eine Informationstafel mit der Aufschrift Skulpturen gegen Krieg und Gewalt.

## Entstehung
Ein erstes Bildhauersymposion in Deutschland fand im Sommer 1961 als Bildhauersymposion Kaisersteinbruch im Steinbruch von Kirchheim-Gaubüttelbrunn bei  Würzburg statt. Dort erfuhren die Künstler vom Bau der Berliner Mauer, und einige von ihnen beschlossen spontan, nach Berlin zu fahren. Von Oktober 1961 bis zum Sommer 1962 arbeiteten sie auf dem Reichstagsgelände, das ihnen von der Stadt Berlin zur Verfügung gestellt worden war. 1963 fand ein 2. Symposion statt. Der Berliner Tagesspiegel, öffentliche Stellen und private Sponsoren unterstützten das Projekt.

## Teilnehmer

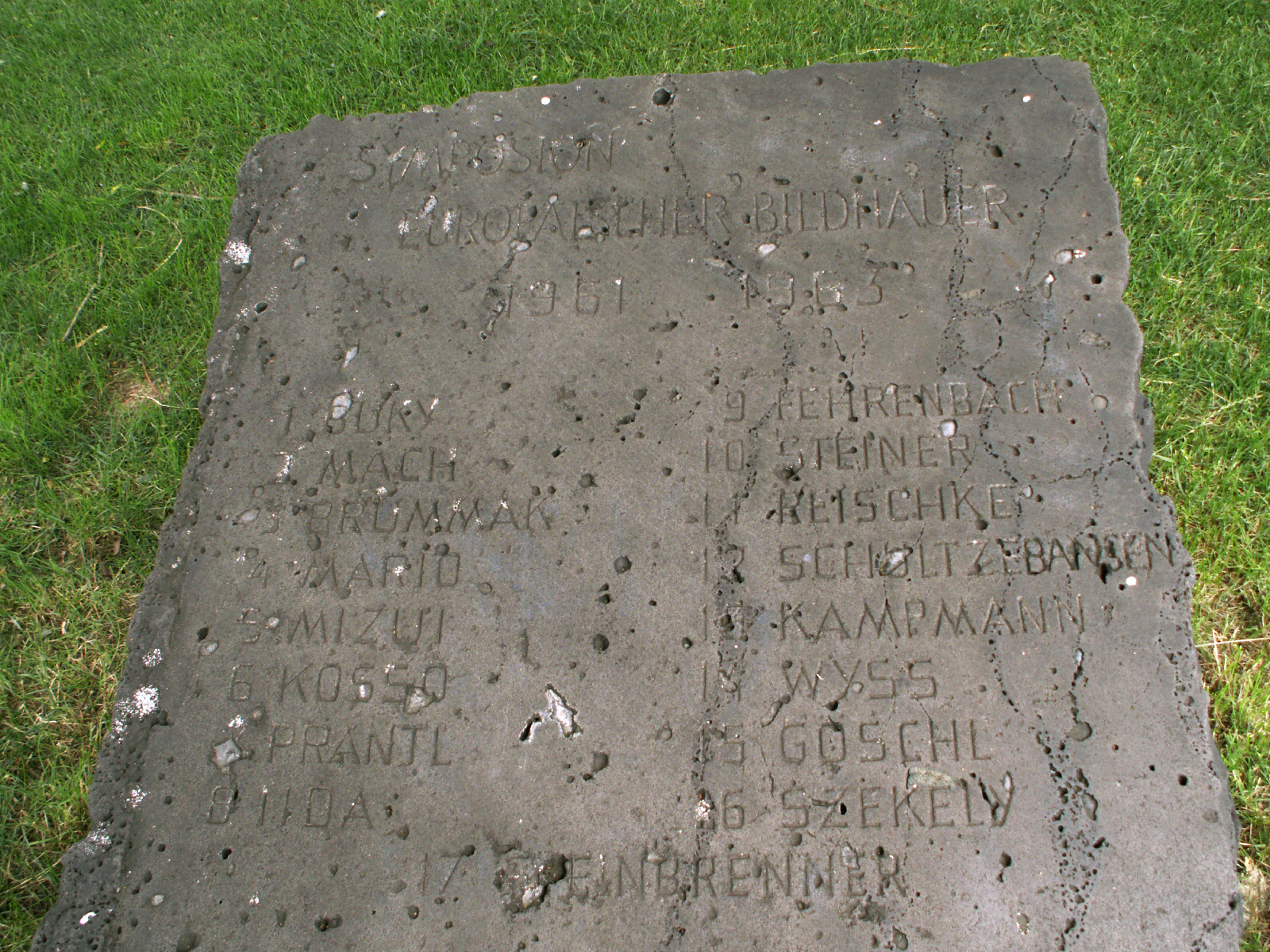
Symposions - Teilnehmer

Namentlich werden 18 Bildhauer auf einem Gedenkstein im Symposions-Gelände genannt. Sie kamen aus 7 europäischen Ländern, aus Japan und Israel. 
| - Heinrich Brummack - Gerson Fehrenbach - Roland Goeschl - Wolfgang Gross-Mario | - Yoshikuni Iida - Kosso Eloul - Rüdiger-Utz Kampmann - Werner Mach | - Yasuo Mizui - Karl Prantl - Joachim-Fritz Schultze-Bansen - Buky Schwartz | - Erich Reischke - Hans Steinbrenner - Klaus Steinbrenner - Walter Steiner | - Pierre Székely - Josef Wyss |

In der Literatur findet man noch folgende Namen: 
- Herbert Baumann
- Georges-Moshe Dyens
- Reinhold Hommes
- Rolf Jörres
- Barna v. Sartory

Das Symposion Europäischer Bildhauer wurde mit dem Preis für Bildende Kunst 1961/62 vom Verband der Deutschen Kritiker ausgezeichnet.

## Fotos (Auswahl)

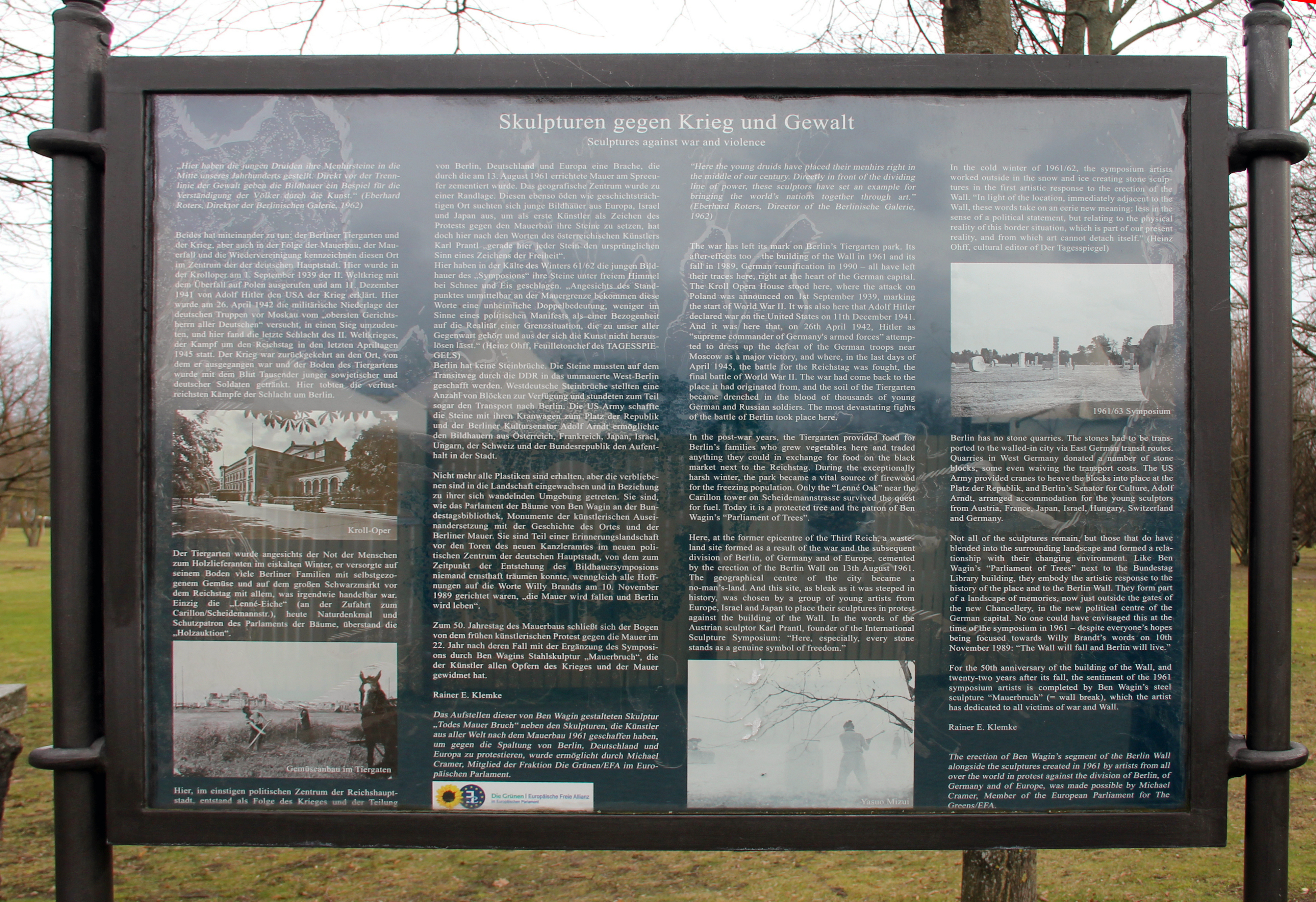
Memorial plaque
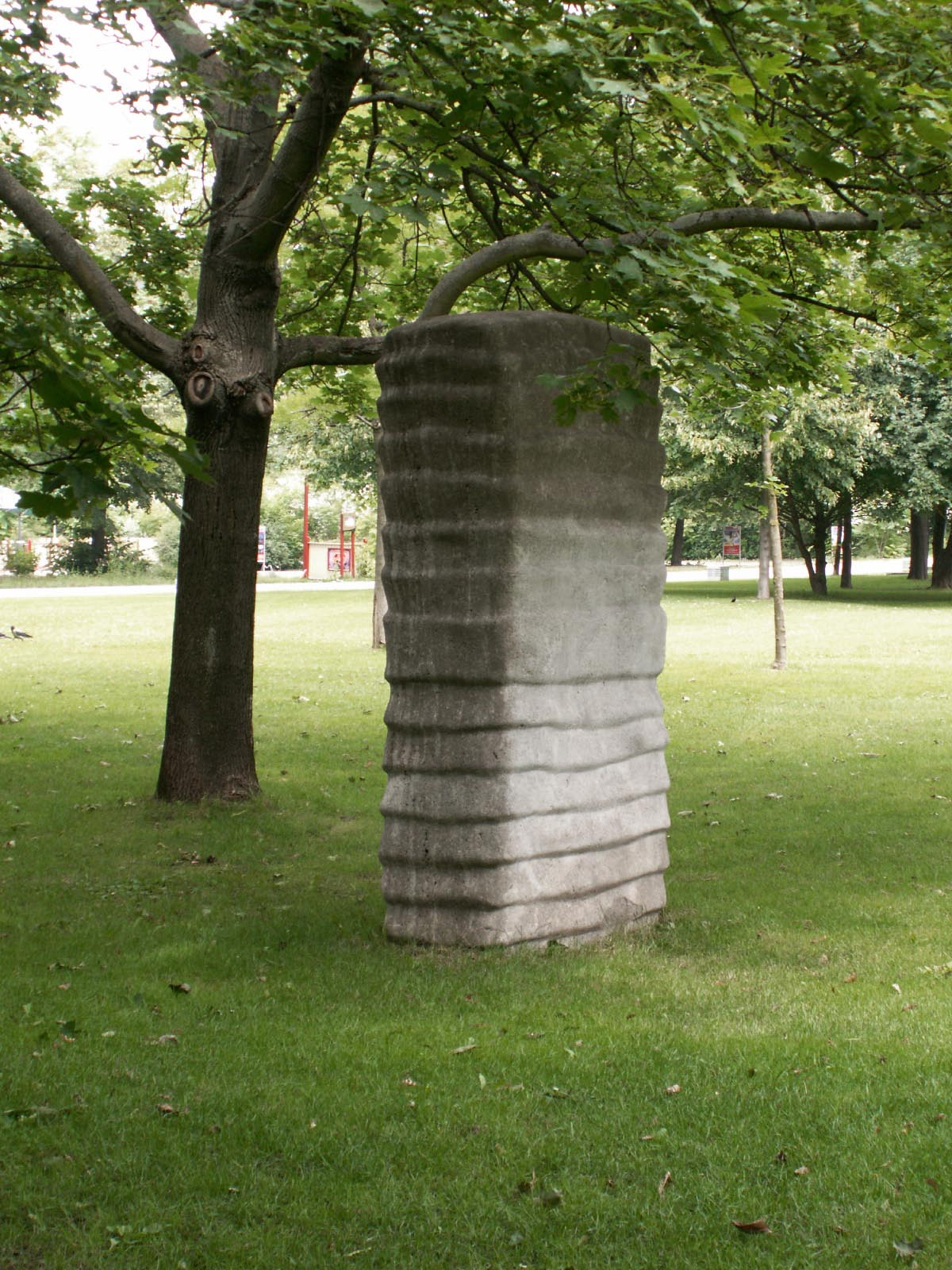
Karl Prantl – ohne Titel
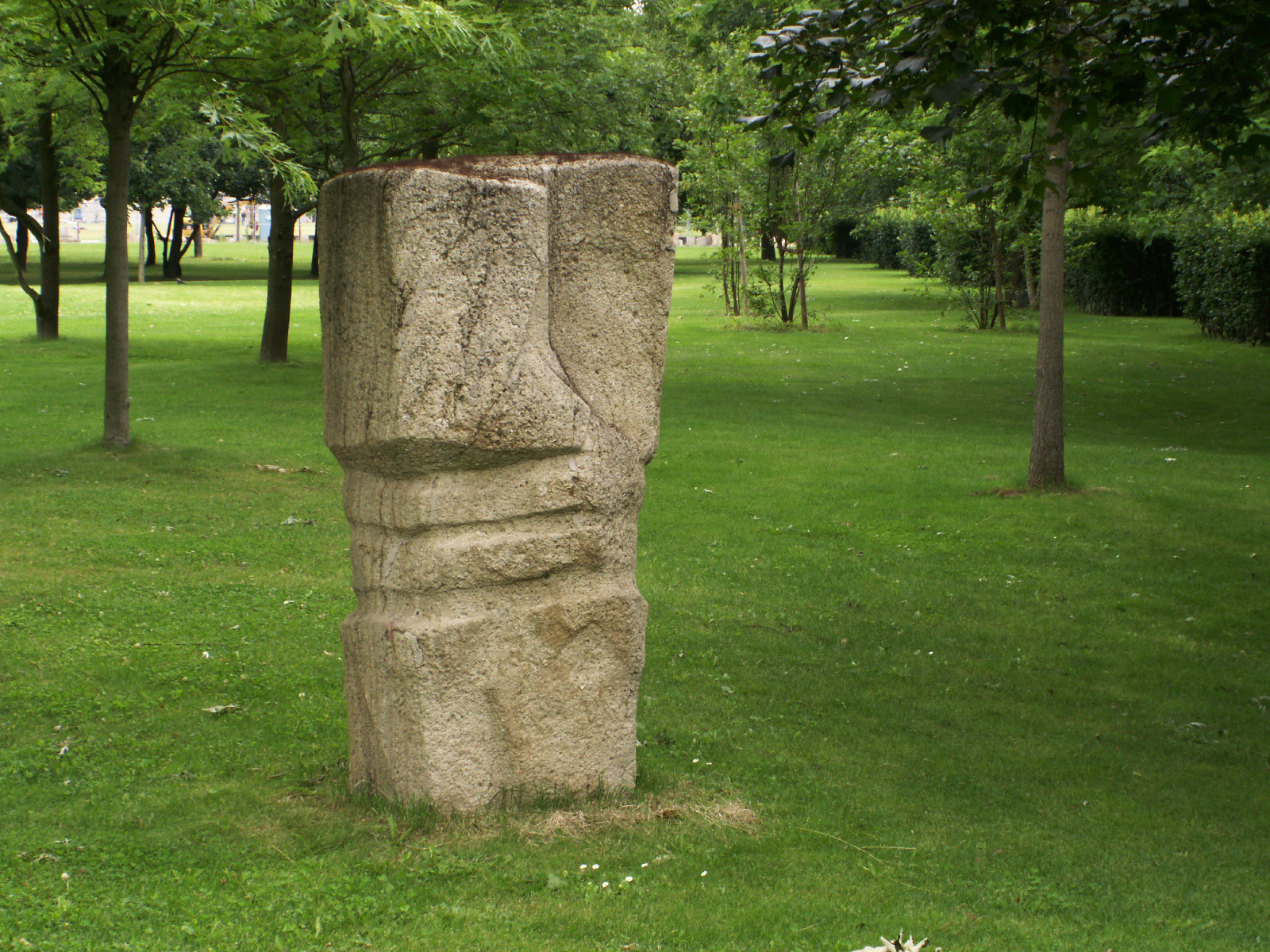
Yasuo Mizui 1962 – Saatgut
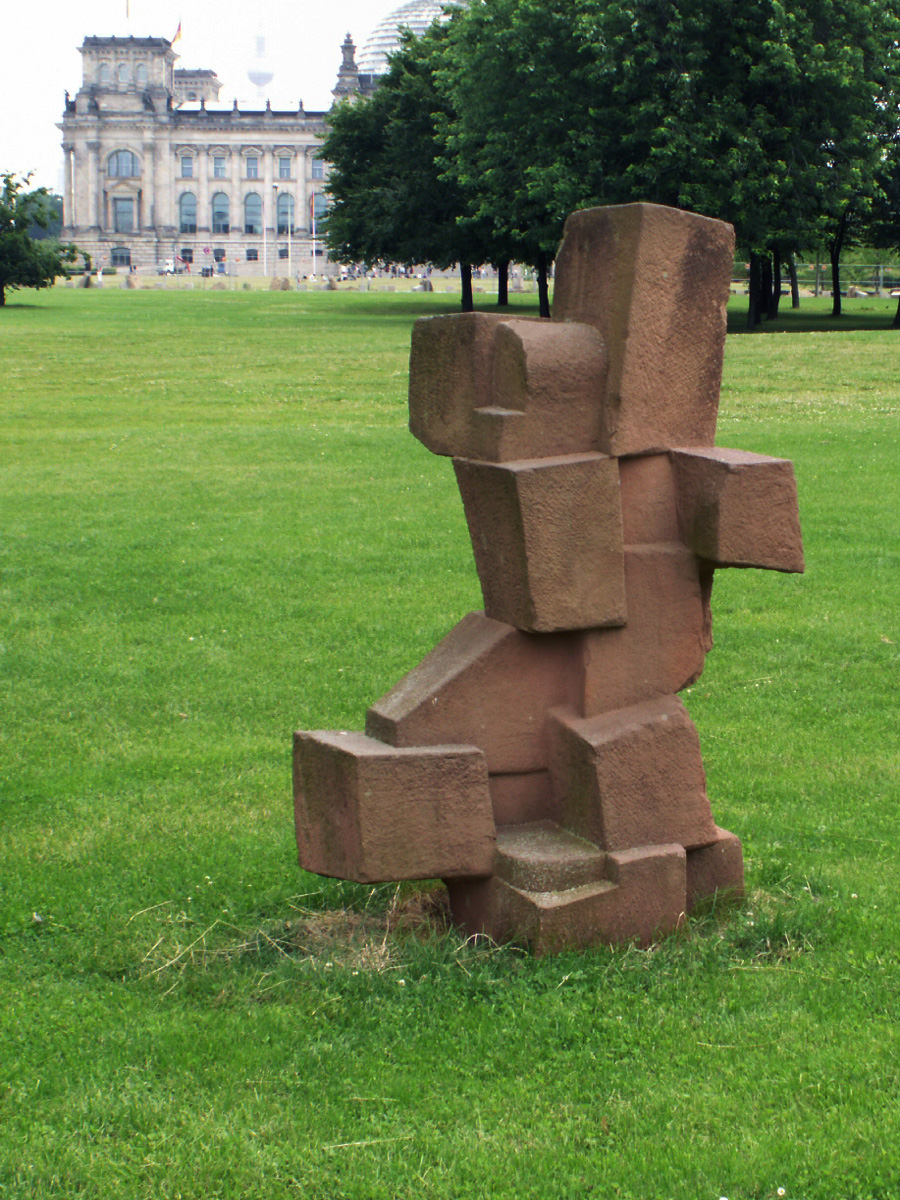
Walter Steiner – ohne Titel
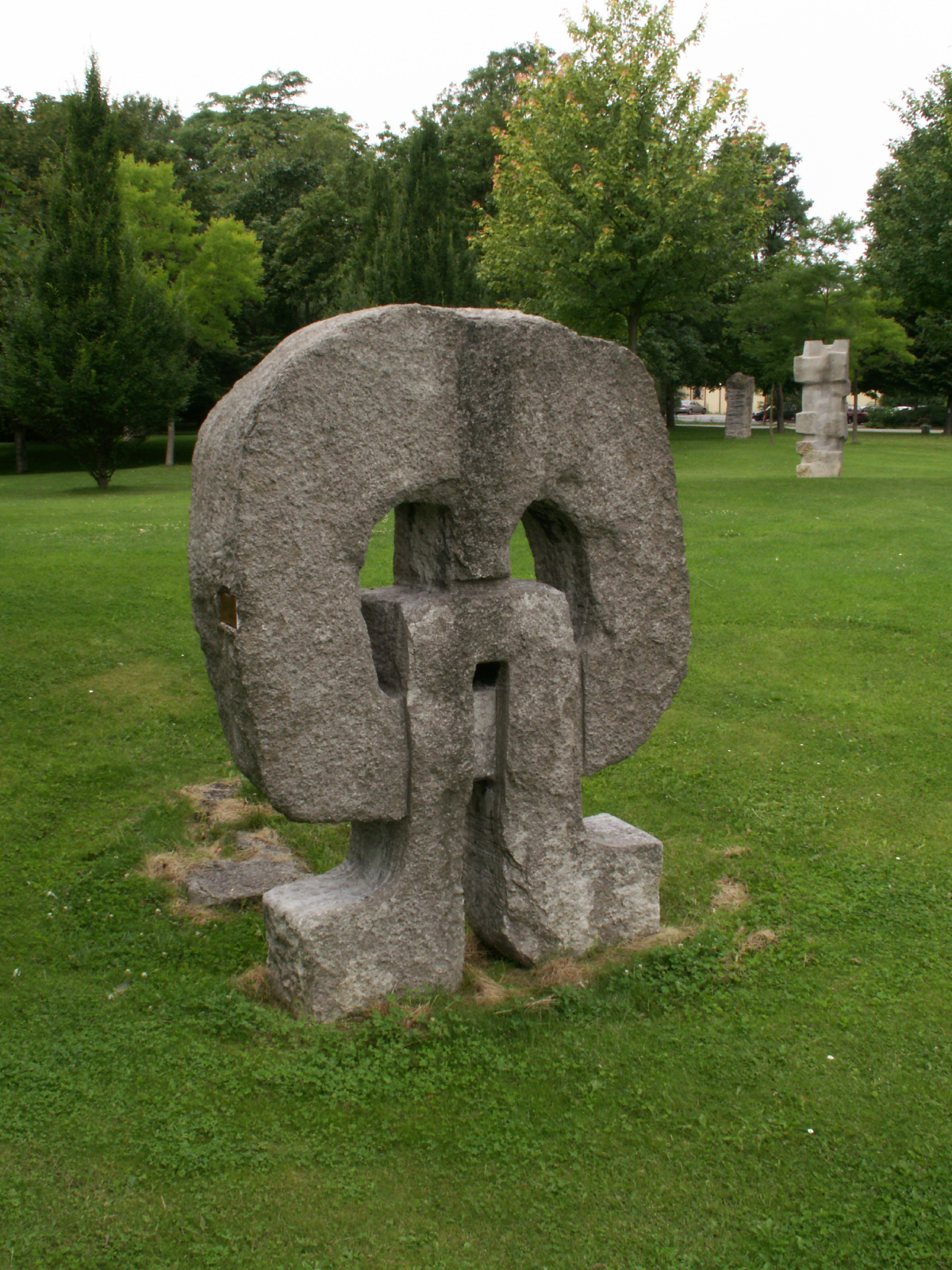
Pierre Szekely – Contact
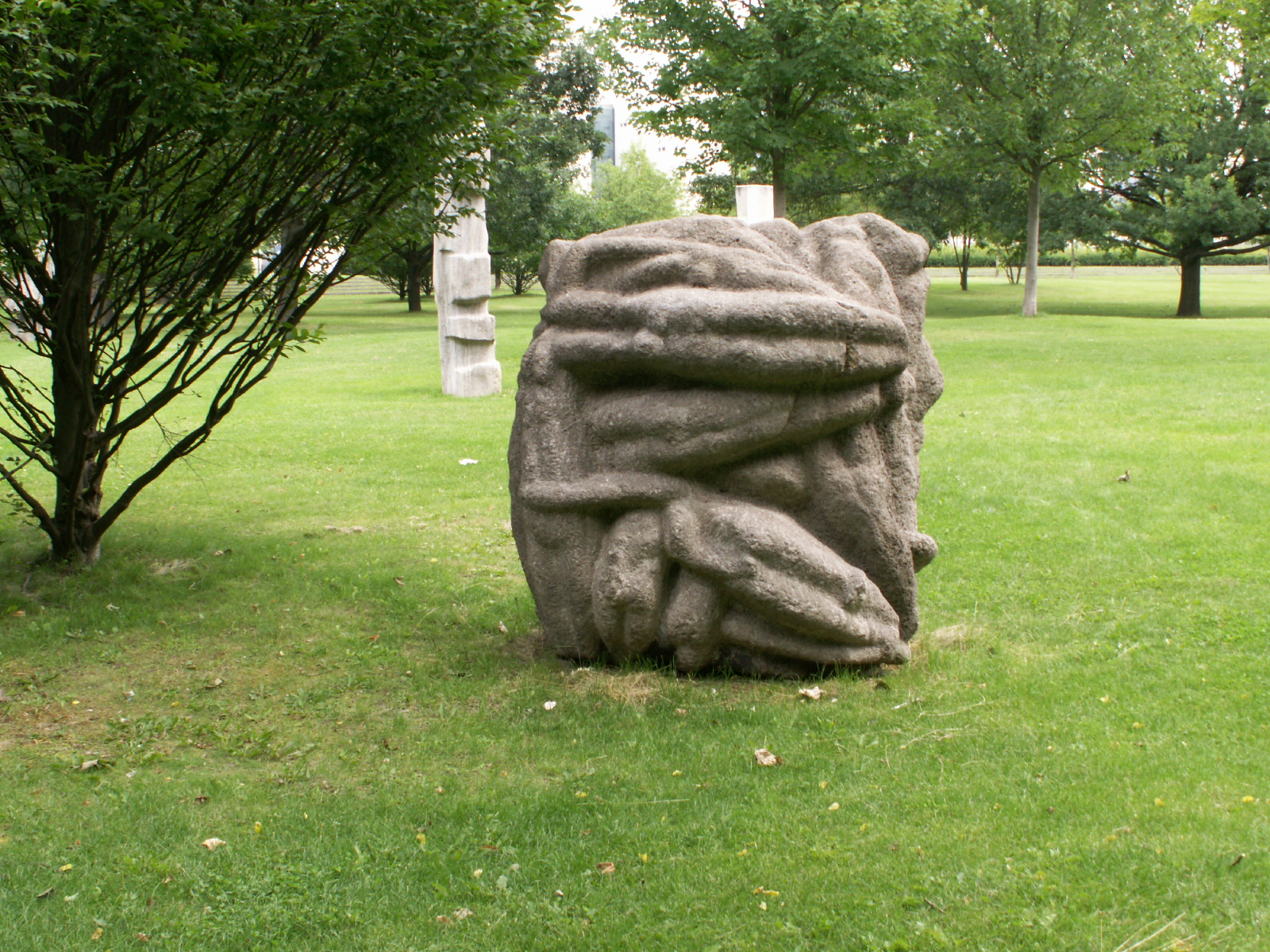
Rüdiger-Utz Kampmann – ohne Titel
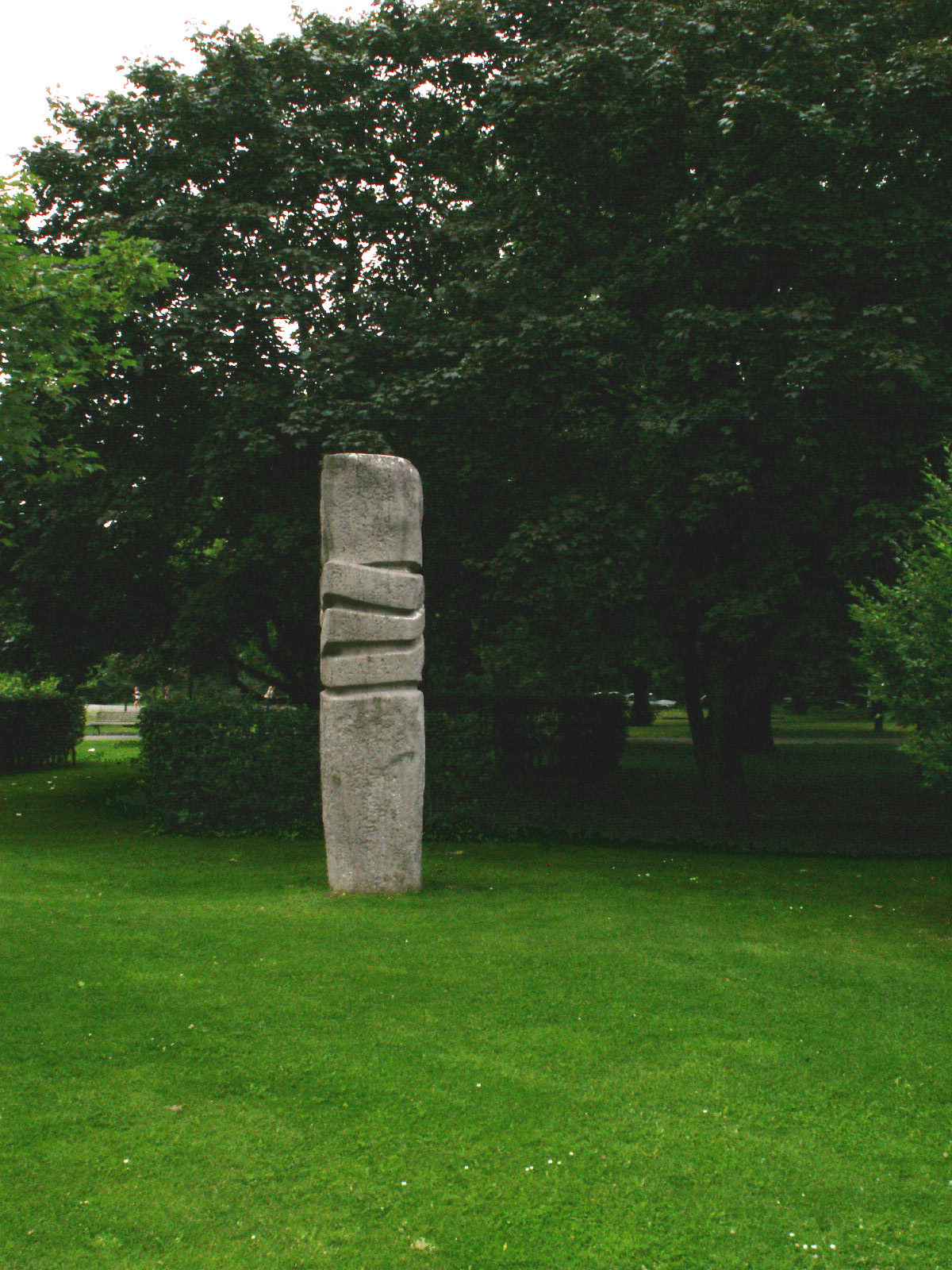
Yasou Mizui – ohne Titel
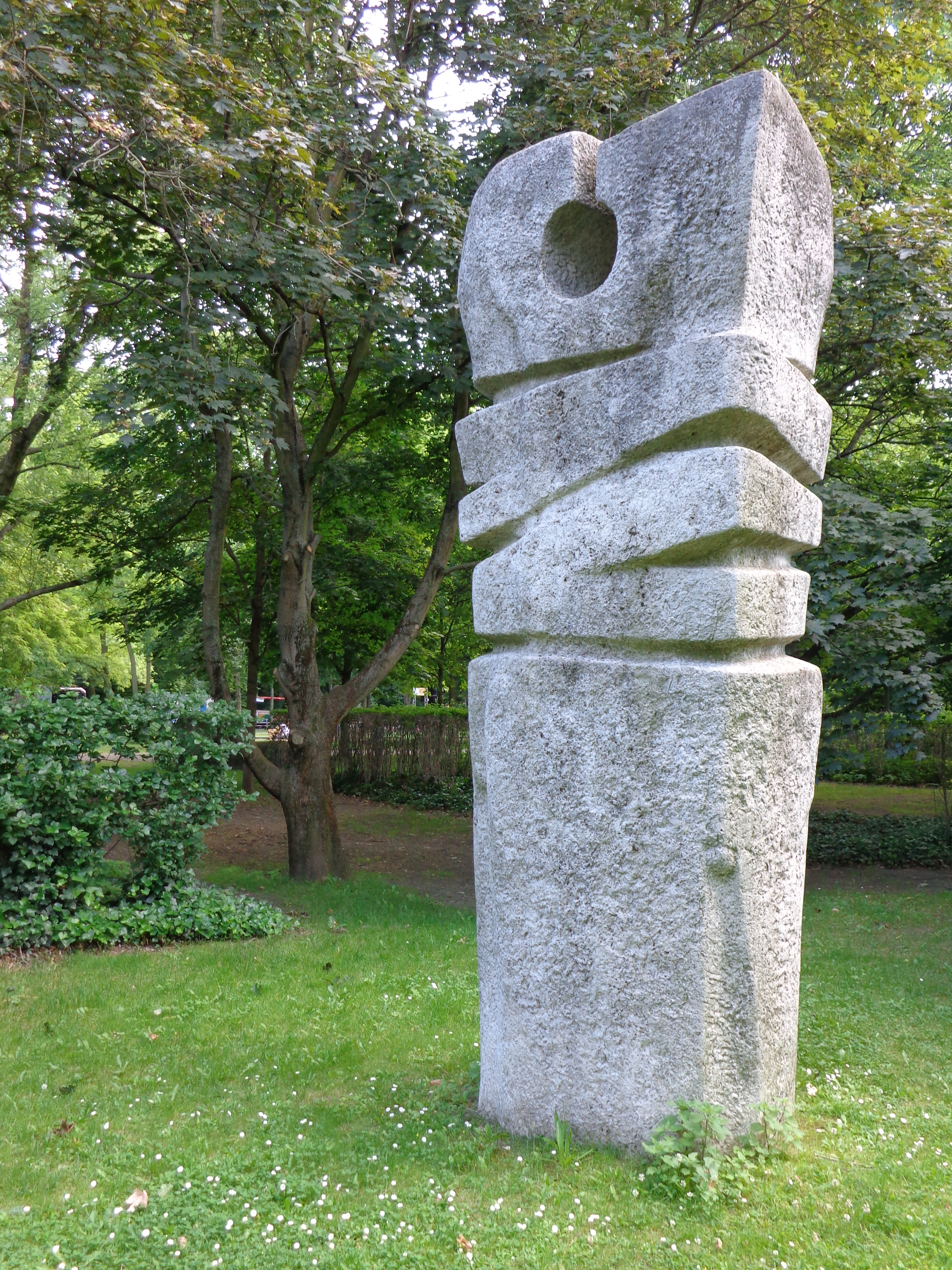
Yasuo Mizui 1962-05 -Schlüssel der Liebe
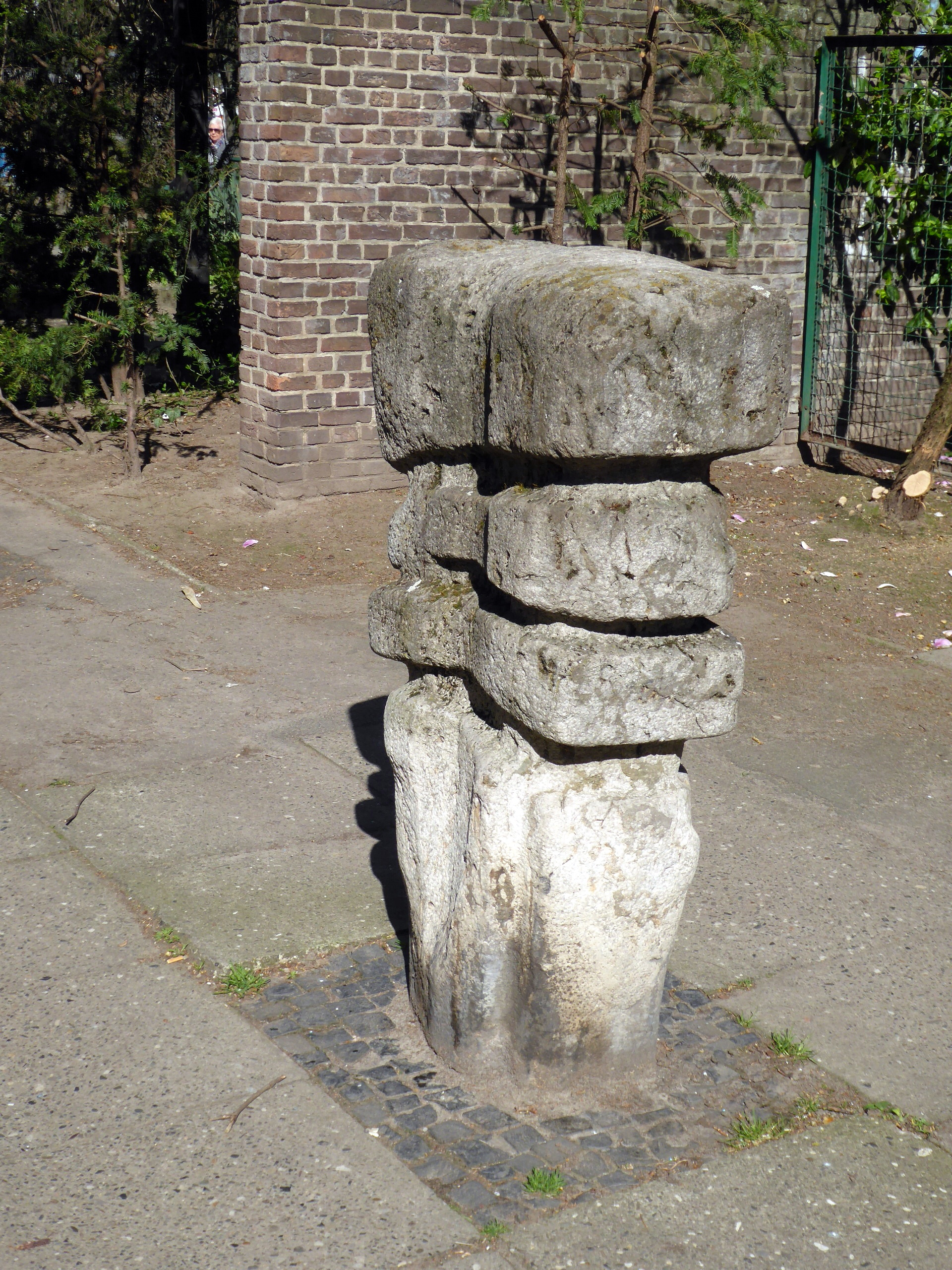
Yasuo Mizui 1963 - Schlüssel